# Cañoncito (okrug Bernalillo, Novi Meksiko)
Cañoncito (navajo: To Hajiileehi) je neuključeno područje u okrugu Bernalillu u američkoj saveznoj državi Novom Meksiku. 
Identifikacijski broj Informacijskog sustava zemljopisnih imena (GNIS-a) je 904703. Kod po FIPS-u je 35-74520.

## Zemljopis
Nalazi se na 35°8′13″N 106°22′24″W / 35.13694°N 106.37333°W.
Smješten je duž državne ceste cesta Novog Meksika br. 14, 21,7 km istočno od središta Albuquerquea.